# Le Prisonnier de Zenda (film, 1922)
Pour les articles homonymes, voir Le Prisonnier de Zenda.
Pour plus de détails, voir Fiche technique et Distribution.

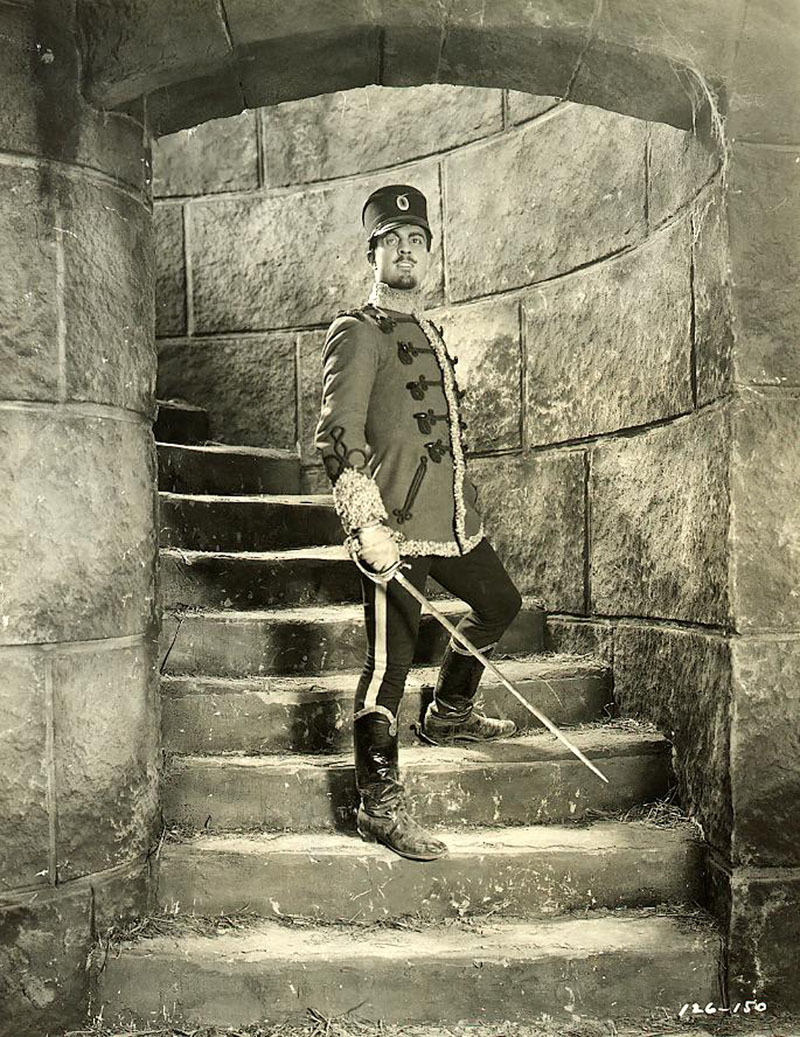
Ramón Novarro

Le Prisonnier de Zenda (The Prisoner of Zenda) est un film muet américain réalisé par Rex Ingram, sorti en 1922.

## Synopsis
Rudolf Rassendyll, un Anglais, décide de passer le temps en assistant au couronnement de son lointain parent, le roi Rudolf V de Ruritanie. Dans le train, il rencontre Antoinette de Mauban, la maîtresse du traître et frère du roi, le grand-duc Black Michael. La veille du sacre, Rassendyll est vu par le colonel Sapt et le capitaine Fritz von Tarlenheim, qui sont étonnés par la troublante ressemblance entre lui et leur suzerain. Ils l'emmènent rencontrer Rudolf dans un pavillon de chasse. Le roi est ravi de son double et l'invite à dîner. Au cours du repas, un domestique apporte une belle bouteille de vin, un cadeau de Michael remis par son acolyte, Rupert de Hentzau. Après l'avoir goûté, Rudolf le trouve si irrésistible qu'il boit toute la bouteille tout seul. 
Le lendemain matin, Sapt est incapable de le réveiller car le vin était drogué. Sapt a peur que si le couronnement est reporté, Michael s'empare du trône. Il explique que le pays est divisé entre les partisans de Rudolf et de Michael. Le colonel déclare que c'est le destin qui a amené Rassendyll en Ruritanie, il doit prendre la place de Rudolf sans que personne s'en aperçoive. L'Anglais est moins sûr, mais il lance une pièce de monnaie, qui atterrit en faveur de Rudolf, et Rassendyll arrive à la cérémonie. Il est ensuite conduit au palais en compagnie de la princesse Flavia. 
Plus tard, lorsque Rassendyll retourne à la loge pour changer de place avec le roi une fois de plus, lui et Sapt ne trouvent que le cadavre de Josef, le serviteur parti pour garder le roi. Rassendyll est obligé de continuer la mascarade. Avec Rudolf gardé par une poignée de serviteurs de confiance au château de Zenda, Michael tente en vain de soudoyer Rassendyll pour qu'il parte. Dans les jours qui suivent, Rassendyll fait la connaissance de Flavia, et les deux tombent amoureux. Pendant ce temps, Rupert essaie d'éloigner Antoinette de Michael en lui disant que Michael épousera Flavia une fois que Rudolf sera à l'écart. Cependant, cela a un effet involontaire puisqu'Antoinette révèle les plans de Michael et l'emplacement de Rudolf à von Tarlenheim.
Un assassin nain à la solde de Michael tente de garrotter Rassendyll mais Sapt l'interrompt avant qu'il ne puisse terminer le travail. Le tueur signale alors par erreur à Michael, qui attend anxieusement que l'acte soit accompli, et le duc se précipite vers Zenda pour se débarrasser tranquillement du vrai roi. Cependant, Rassendyll n'a été que rendu inconscient. Lorsque von Tarlenheim arrive avec ses nouvelles, les trois hommes poursuivent Michael. Sapt et von Tarlenheim se séparent pour trouver un moyen d'entrer dans le château mais quand Antoinette abaisse le pont- levis, Rassendyll entre seul à l'intérieur. Bien qu'en infériorité numérique, il parvient à tuer Michael dans un combat à l'épée. Puis Sapt et von Tarlenheim viennent à son secours. Lorsque Rupert est acculé par les trois hommes, il choisit la mort plutôt qu'une chute d'eau à une exécution pour haute trahison[incompréhensible].     
Dans la foulée, Rudolf reprend sa place légitime, tandis que Rassendyll se cache. Par chance, Flavia le retrouve pour parler avec le colonel Sapt. Malgré la tentative de Sapt de protéger la princesse du chagrin, une servante laisse échapper que le roi séjourne à la loge. Rassendyll est obligé de dire à sa bien-aimée l'amère vérité. Lorsqu'il essaie de la persuader de partir avec lui, son sens de l'honneur et du devoir envers son pays l'oblige à rester et Rassendyll part seul.

## Fiche technique
- Titre : Le Prisonnier de Zenda
- Titre alternatif : Le Roman d'un roi
- Titre original : The Prisoner of Zenda
- Réalisateur et producteur (pour la Metro Pictures Corporation) : Rex Ingram
- Scénario : Mary O'Hara, d'après le roman éponyme d'Anthony Hope (dont c'est la troisième adaptation au cinéma)
- Photographie : John F. Seitz
- Directeur artistique : Amos Myers
- Montage : Grant Whytock
- Genre : Film d'aventures - Noir et blanc - 113 minutes
- Date de sortie : 
  - États-Unis : 11 septembre 1922

## Distribution
- Lewis Stone : Rassendyll / Rodolphe V
- Alice Terry : Princesse Flavia
- Stuart Holmes : Le Grand Duc Michael
- Malcolm McGregor : Fritz von Tarlenheim
- Ramón Novarro : Rupert de Hentzau
- Barbara La Marr : Antoinette de Mauban
- Robert Edeson : Colonel Zapt
- Edward Connelly : Maréchal von Strakencz
- Lois Lee : Comtesse Helga
- Snitz Edwards : Josef
- John George : Le nain assassin